# Katakomben von Syrakus

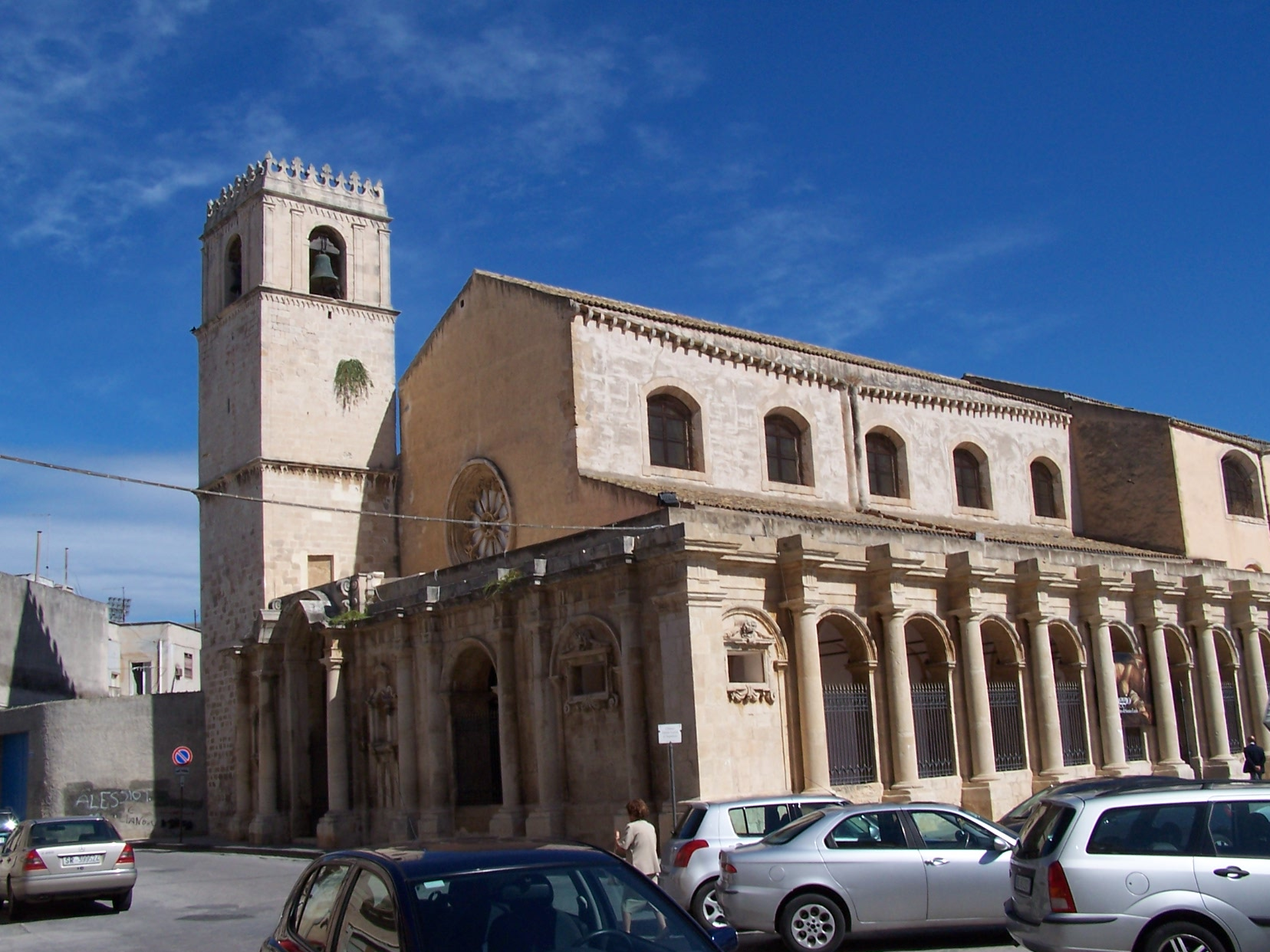
Santa Lucia al Sepolcro

Die Katakomben von Syrakus zählen nach denen in Rom zu den größten der bekannten Katakomben. Sie liegen in der Neustadt von Syrakus in Sizilien in der Nähe des Parco Archeologico della Neapolis und des Archäologischen Museums. Sie bestehen – gereiht nach Alter – aus den Katakomben von Santa Lucia, den Katakomben von Vignia Cassia und den Katakomben des hl. Johannes des Evangelisten (italienisch: Catacombe di San Giovanni) mit jeweils unterschiedlichen Zugängen.

## Die Katakomben und die Kirche Santa Lucia
Unter der Kirche Santa Lucia al Sepolcro und dem ehemaligen Kloster erstrecken sich die Katakomben der Stadtheiligen Lucia, deren Nutzung um das Jahr 220 begann. Am Ort der Kirche soll sie im 4. Jahrhundert geköpft worden sein. In der Kirche ist deshalb das Bild Begräbnis der heiligen Lucia von Caravaggio aufgestellt worden. 

Caravaggio Begräbnis der hl. Lucia

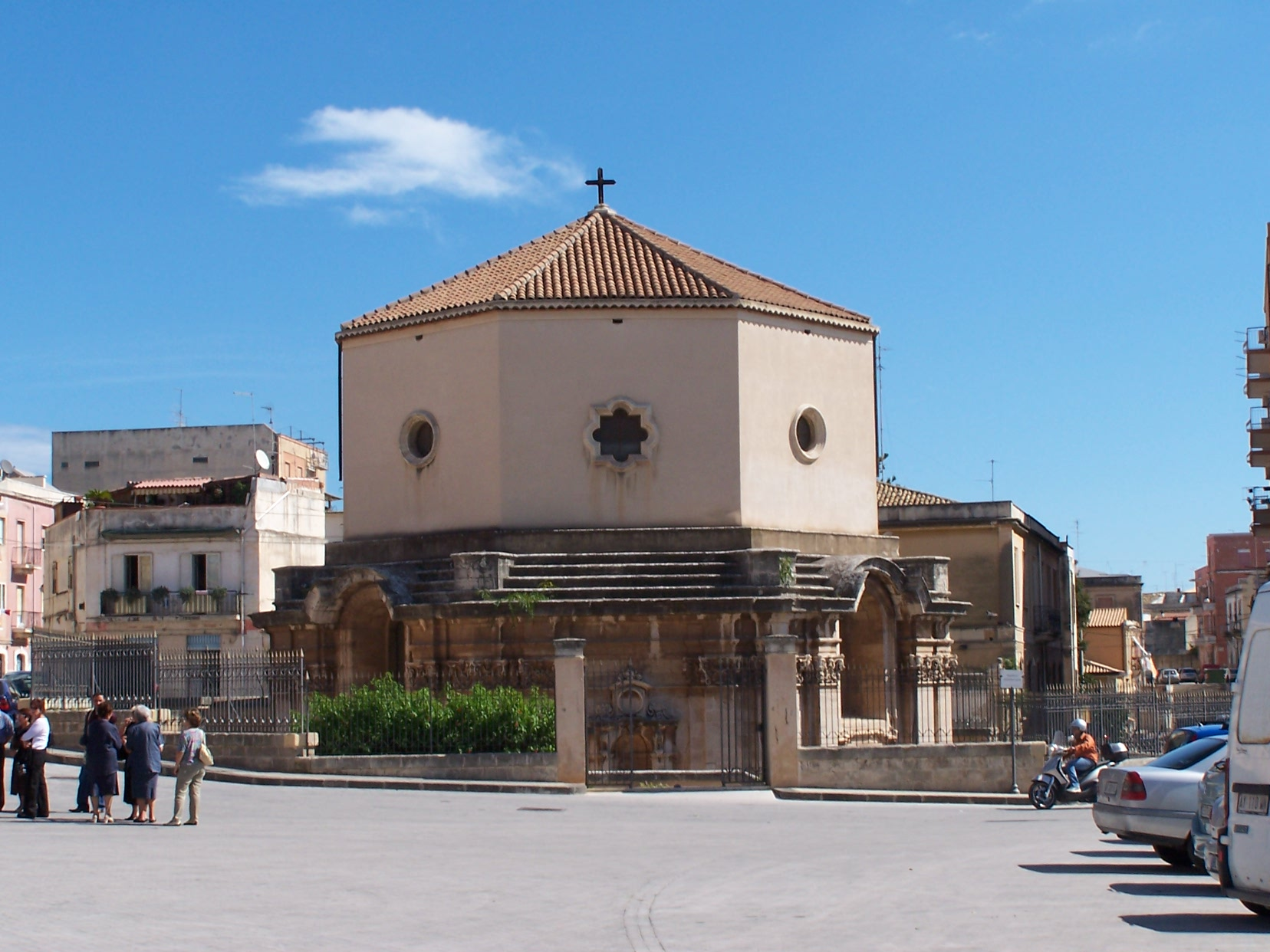
Baptisterium neben der Kirche S. Lucia al Sepolcro

Die Katakomben weisen einen komplexen dreistöckigen Aufbau auf und sind die größten Anlagen dieser Art in Sizilien. Als sie nicht mehr für Friedhofszwecke verwendet wurden, wurde darin eine Kultstätte eingerichtet. Im byzantinischen Oratorium befindet sich das Fresko der „40 Märtyrer von Sebaste“, das ins 8. Jahrhundert datiert wird. Das Oratorium war bis ins 13. Jahrhundert in Verwendung. Im Jahr 1685 bezog man das Grab der hl. Lucia in ein achteckiges Baptisterium neben der Kirche ein. Paolo Orsi, Namensgeber des Archäologischen Museums, führte von 1916 bis 1919 umfangreiche archäologische Untersuchungen in den Katakomben durch. Die Katakomben von Santa Lucia sind noch nicht ganz freigelegt, das Oratorium und ein Teil der Katakomben (Region A) können aber im Rahmen einer Führung besichtigt werden.

## Die Katakomben von Vigna Cassia
Die Katakomben von Vigna Cassia gliedern sich in drei Abschnitte. Die Bereiche Santa Maria di Gesù und San Diego entstanden mit den Verfolgungen des Kaisers Valerian ab 256 nach Chr., während der Abschnitt Marcia erst im 4. Jahrhundert errichtet wurde.
Der Friedhof Santa Maria di Gesù entwickelte sich aus der Erweiterung eines aufgelassenen hellenistischen Aquädukts, in dessen Wände eine Reihe von Gräbern eingehauen wurden. Mehrere nicht mehr benutzte Wasserzisternen wurden zu kleinen privaten Rundbauten umgebaut.
Der Friedhof von Marcia ist regelmäßiger angelegt und deshalb in eine spätere Zeit zu datieren, in der es keine Christenverfolgungen mehr gab.

## Die Katakomben von San Giovanni

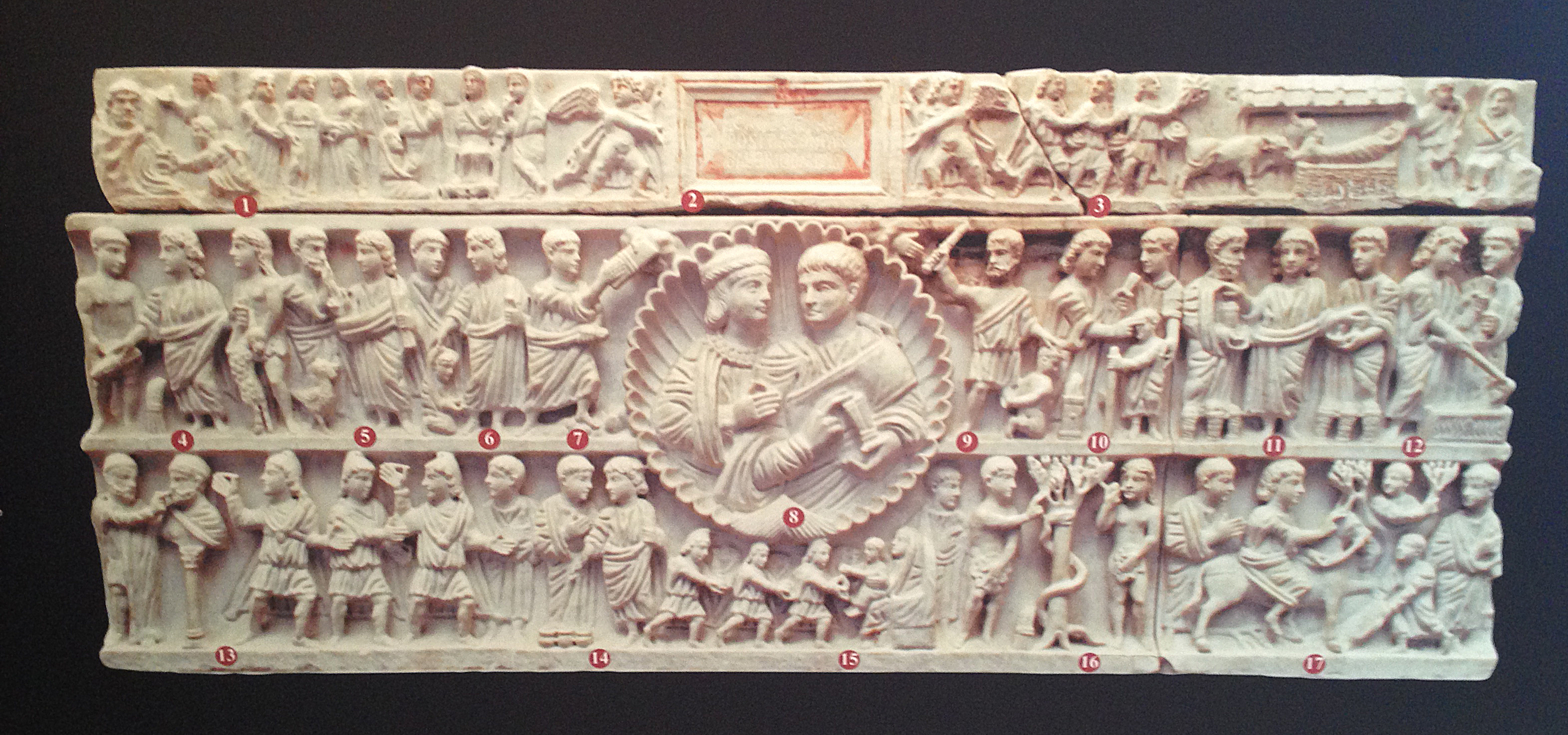
Sarkophag der Adelphia

Diese Katakomben sind die jüngsten in Syrakus. Sie entstanden ab dem Jahr 315 um die Grabstätte von Marcian von Syrakus, dem legendären ersten Bischof der Stadt noch in der Zeit des Petrus, der Mitte des 1. Jahrhunderts den Märtyrertod gestorben sein soll. Bei ihrem Bau wurde eine griechische Wasserleitung längs des Decumanus Maximus zum Hauptgang erweitert, von dem die Nebengalerien abzweigen. Fünf Rotunden wurden während der Bauarbeiten zum Entfernen des Materials und danach als Kapellen und für die Licht- und Luftzufuhr verwendet. Im 4. Jahrhundert wurde über der Grabstätte der erste Dom von Syrakus gebaut. Die Grabanlagen wurden bis Ende des 5. Jahrhunderts genutzt. Im Jahr 1872 wurde der prachtvolle Sarkophag der Adelphia entdeckt, der heute im Museo Archeologico Regionale Paolo Orsi besichtigt werden kann. Eine Reihe systematischer Untersuchungen wurde zwischen 1893 und 1919 durchgeführt. Im Zweiten Weltkrieg dienten die Katakomben als Luftschutzkeller.
In den Katakomben von San Giovanni befinden sich auf einer Fläche von etwa 10.000 Quadratmetern rund 10.000 Gräber, sowohl Familiengräber als auch Gemeinschaftsgräber, in den Wänden und Fußböden, teilweise zwanzig in einer Reihe. Von dem ehemaligen Wandschmuck ist nicht viel übrig geblieben. 

### Kirche San Giovanni alle Catacombe

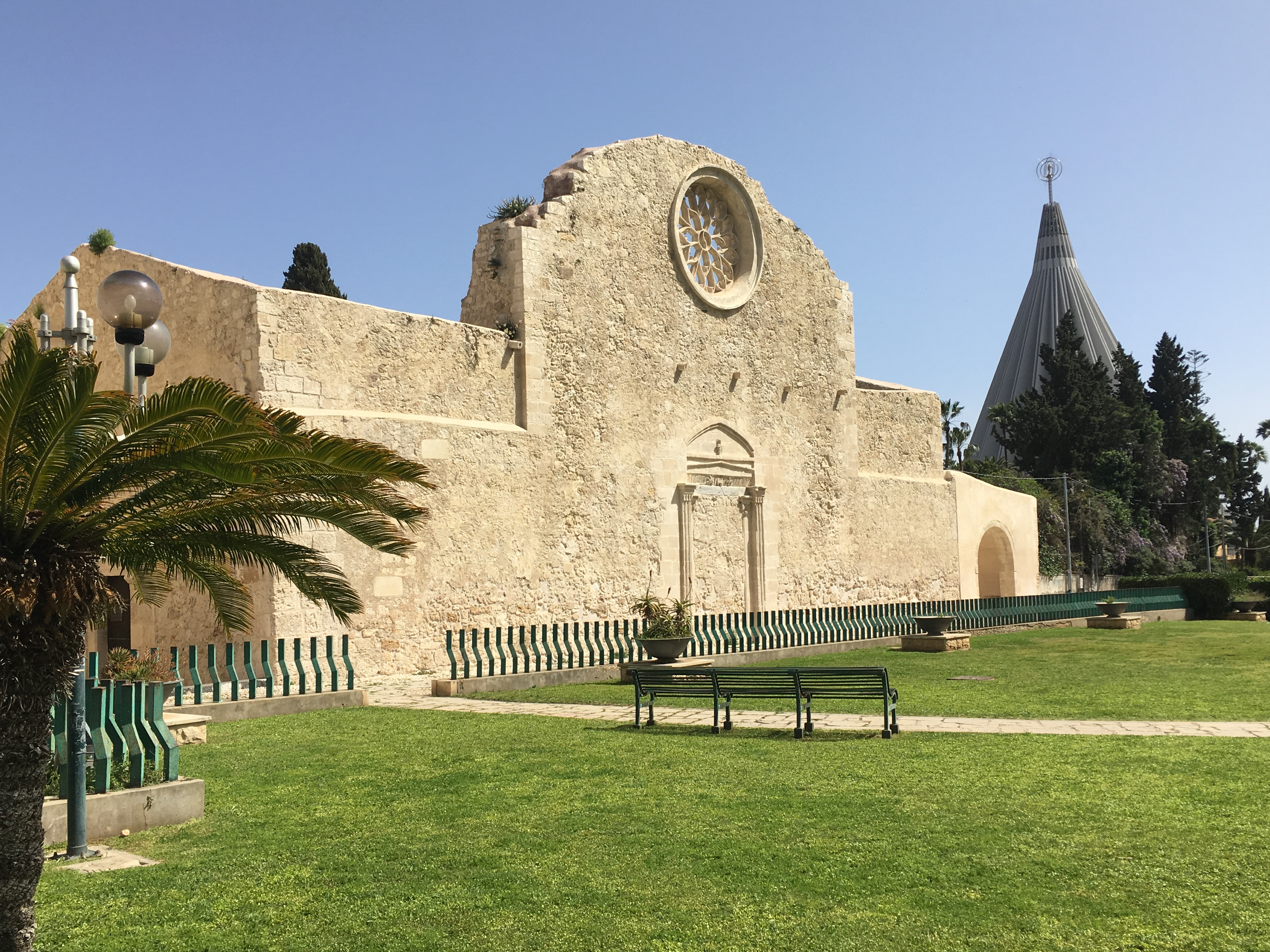
Kirche San Giovanni in Syrakus, im Hintergrund die moderne Wallfahrtskirche Madonna delle Lacrime

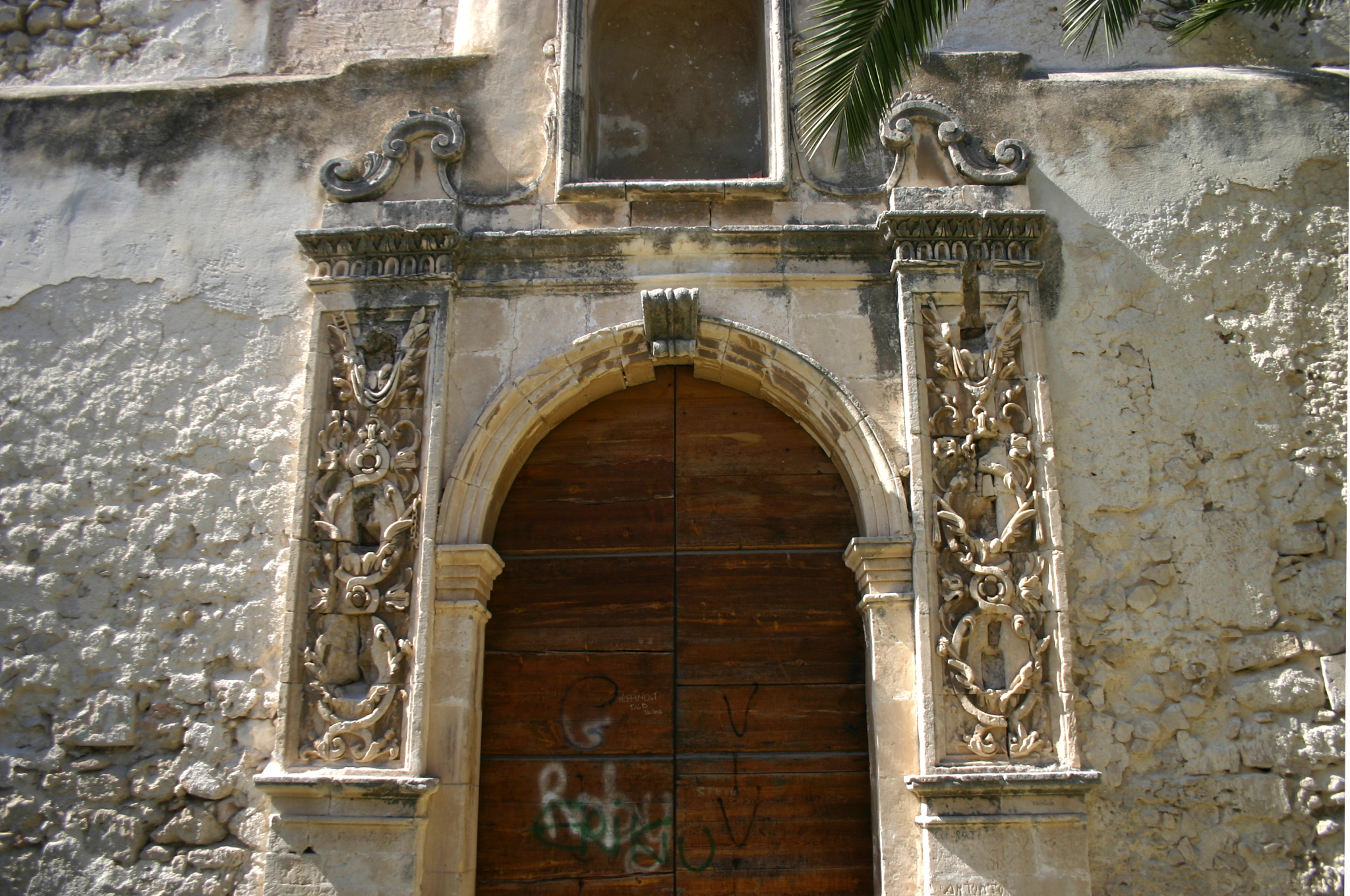
Seitenportal

Die Johannes dem Evangelisten geweihte Kirche hatte vom 3. bis zum 7. Jahrhundert die Funktion des Doms im Bistum. Sie wurde von den Arabern zerstört, als diese Syrakus eroberten. Die Normannen erbauten eine neue Kirche, die bei einem Erdbeben 1693 zerstört wurde. Die Fassade mit der Rosette ist erhalten geblieben, sie bildete die Seitenwand einer kleinen Kirche, die nach der Zerstörung wieder aufgebaut wurde. Endgültig wurde die Kirche in den napoleonischen Kriegen zerstört. Eine Treppe führt hinunter zur Krypta des heiligen Marcian.

### Die Krypta des heiligen Marcian
Die Krypta des heiligen Marcian befindet sich unter den Resten der Kirche. Die Krypta ist die älteste Kirche von Syrakus und eine der ältesten der Christenheit. Im Inneren befindet sich eine einzelne Säule, die als Stelle des Martyriums des heiligen Marcian gilt. Die Gebeine wurden im 6. Jahrhundert in eine Nische umgebettet, in der ein Altar steht; an dieser Stelle soll der heilige Paulus gepredigt haben. Von dort wurden sie im 9. Jahrhundert vor den Arabern gesichert.
In der Mitte der Krypta befinden sich vier Säulen, die zur Zeit der Normannen errichtet wurden. Die Kapitelle zeigen die vier Evangelisten. Zu dieser Zeit erhielt der Raum den Grundriss eines griechischen Kreuzes. An den Wänden sind Fresken, die ab dem 5. Jahrhundert entstanden.

## Besichtigungsmöglichkeiten
Sowohl die Katakomben der Lucia als auch die Katakomben des Johannes können ganzjährig im Rahmen einer geführten Tour besichtigt werden. Die anderen Katakomben können nur mit einer Anmeldung besichtigt werden. 

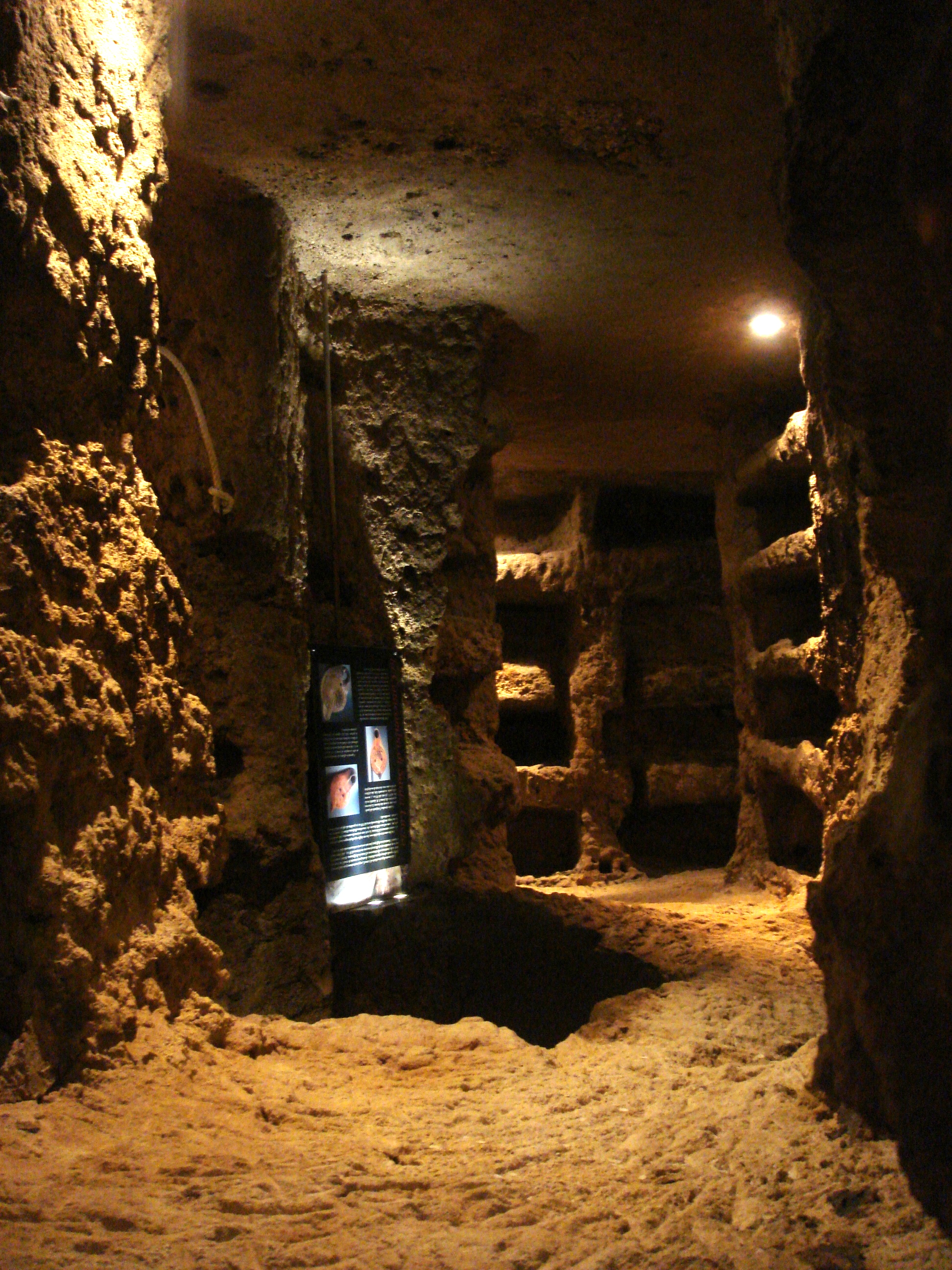
Katakomben von Santa Lucia
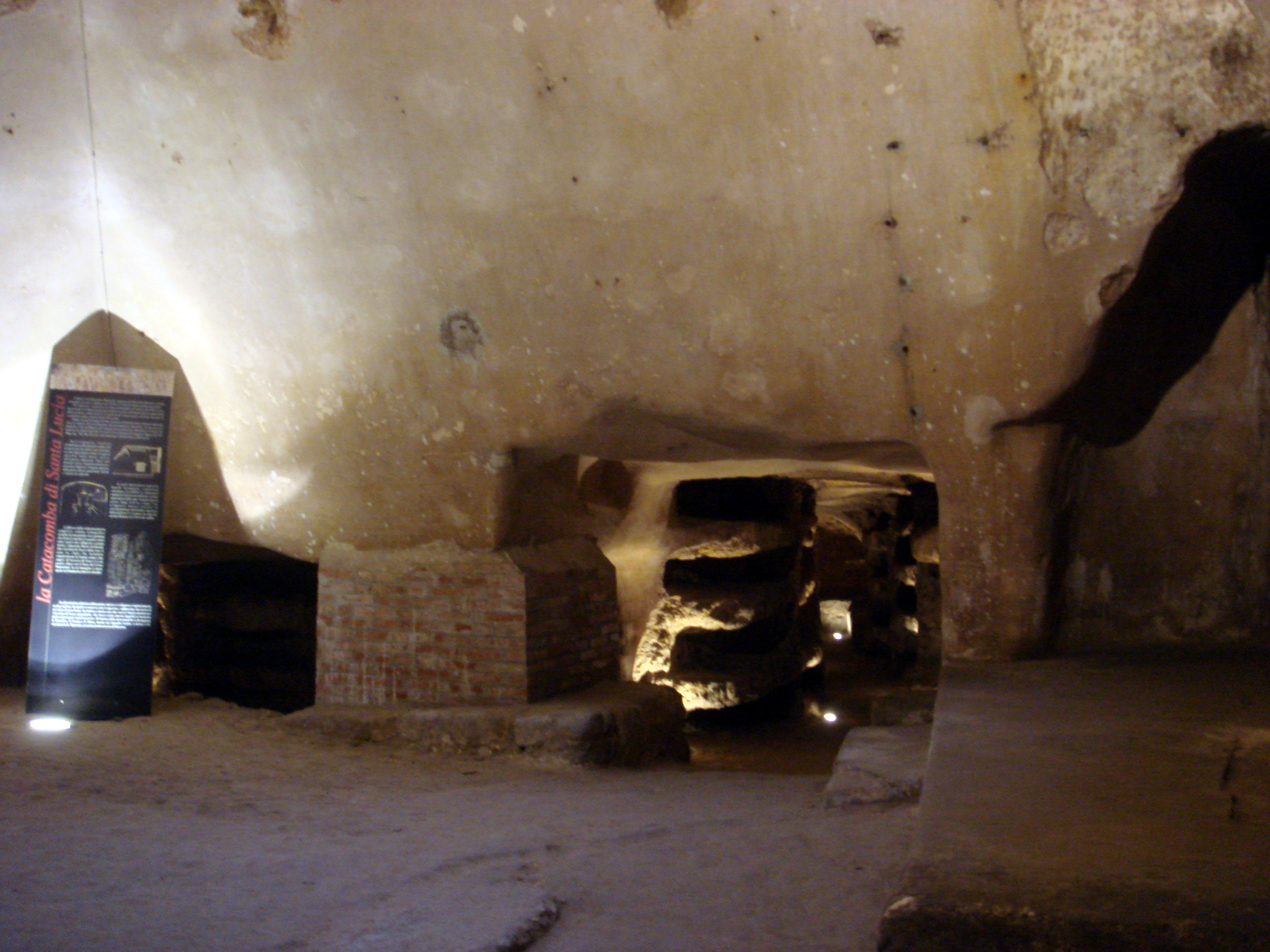
Oratorium/Zisterne (Santa Lucia)
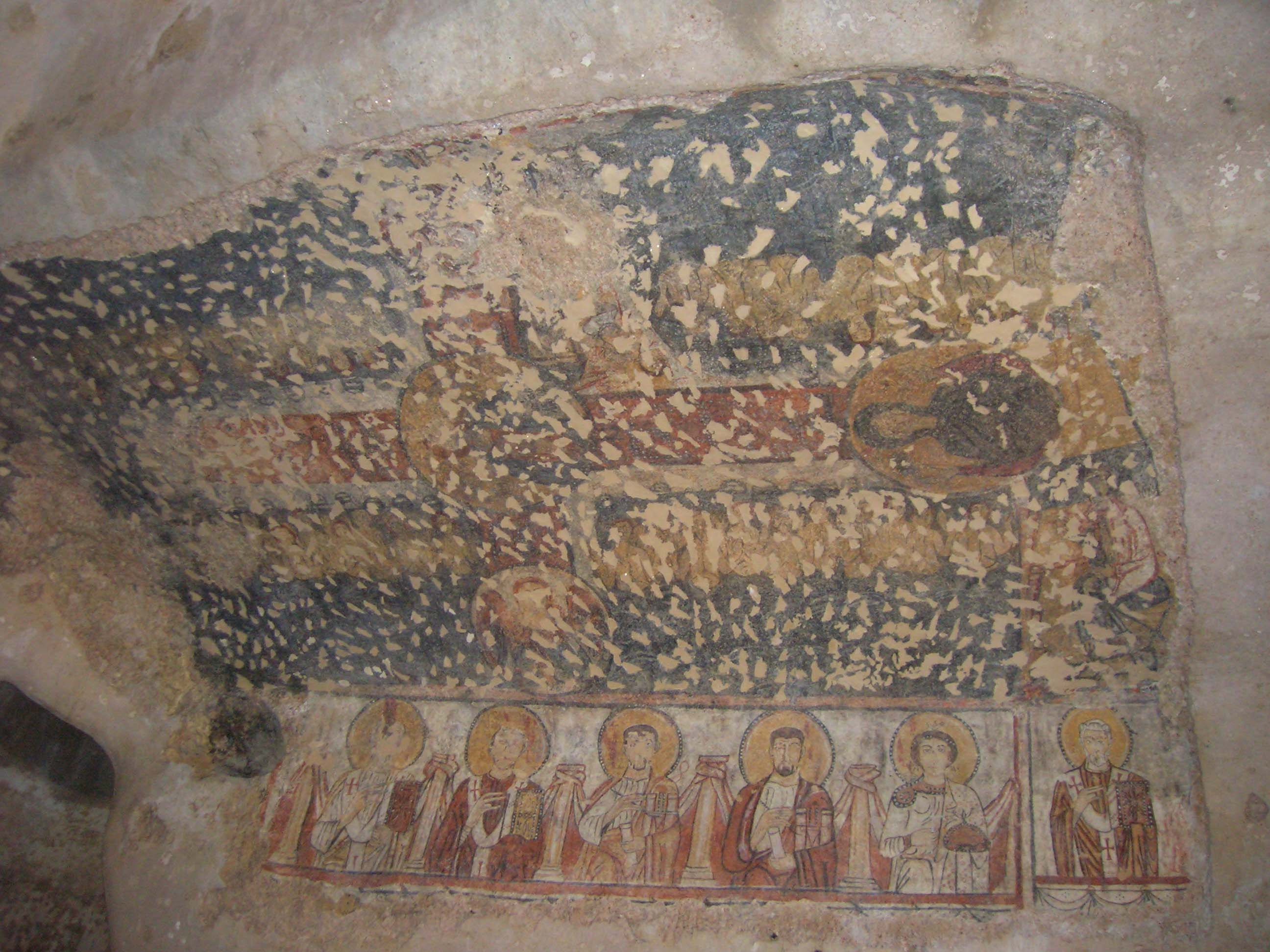
Byzantinisches Fresko (Santa Lucia)
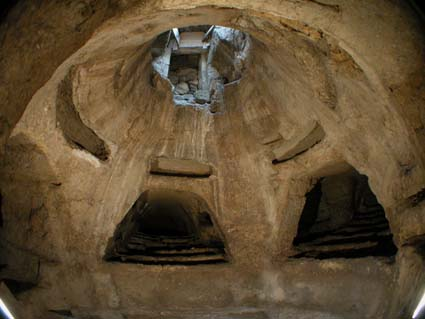
Rotonde (Santa Lucia)
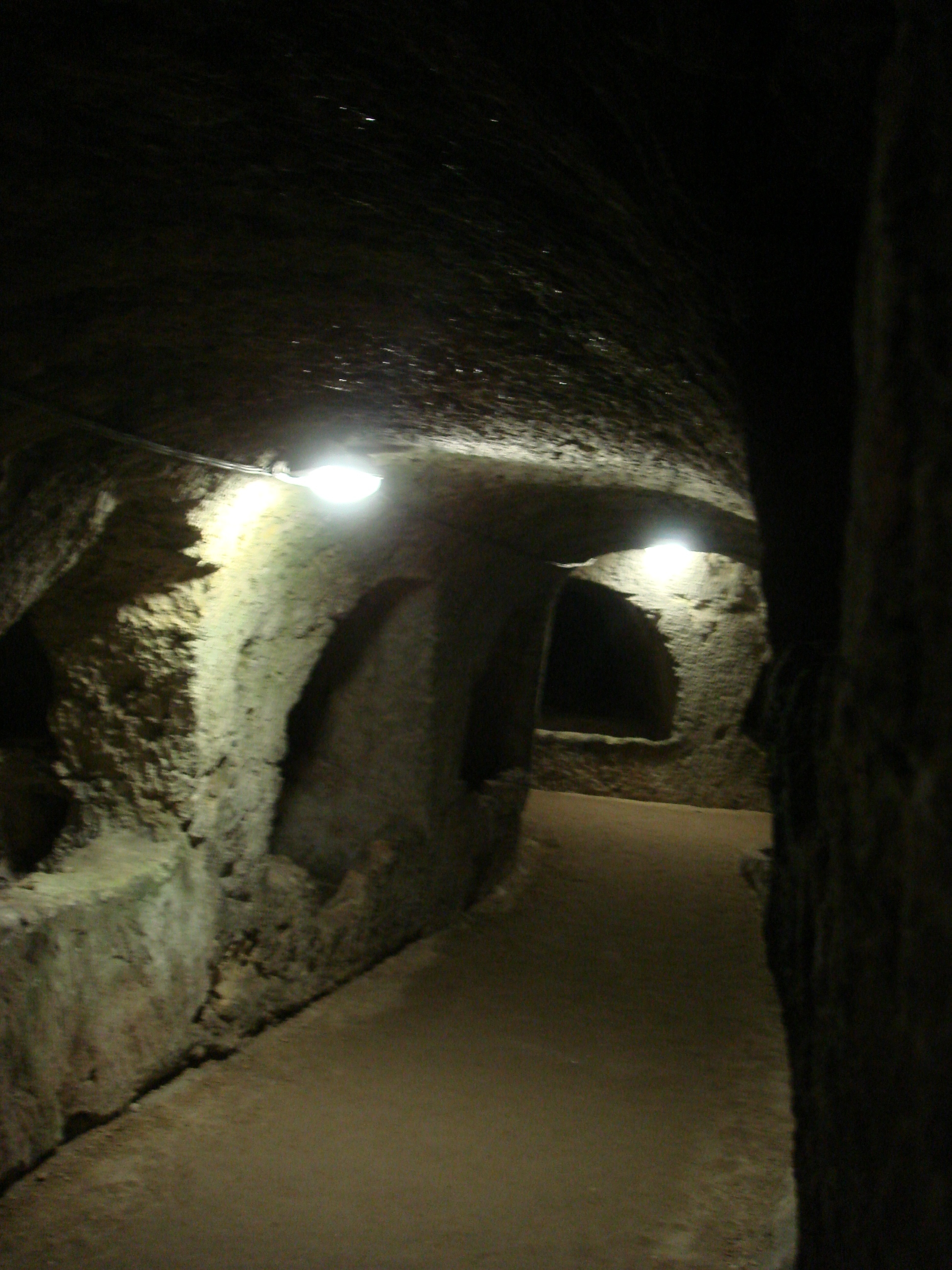
Arkosolium (San Giovanni)
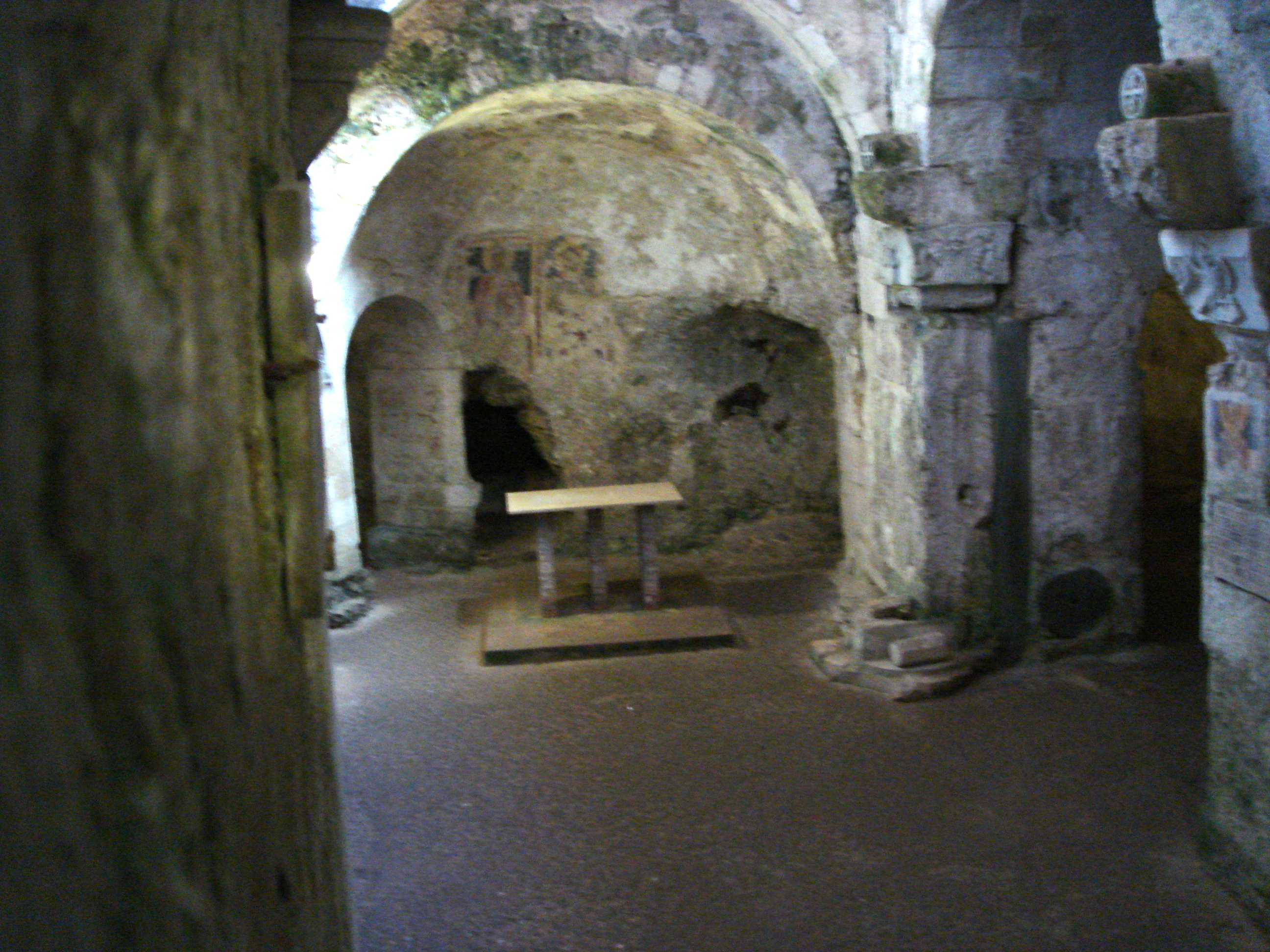
Krypta des heiligen Marcian
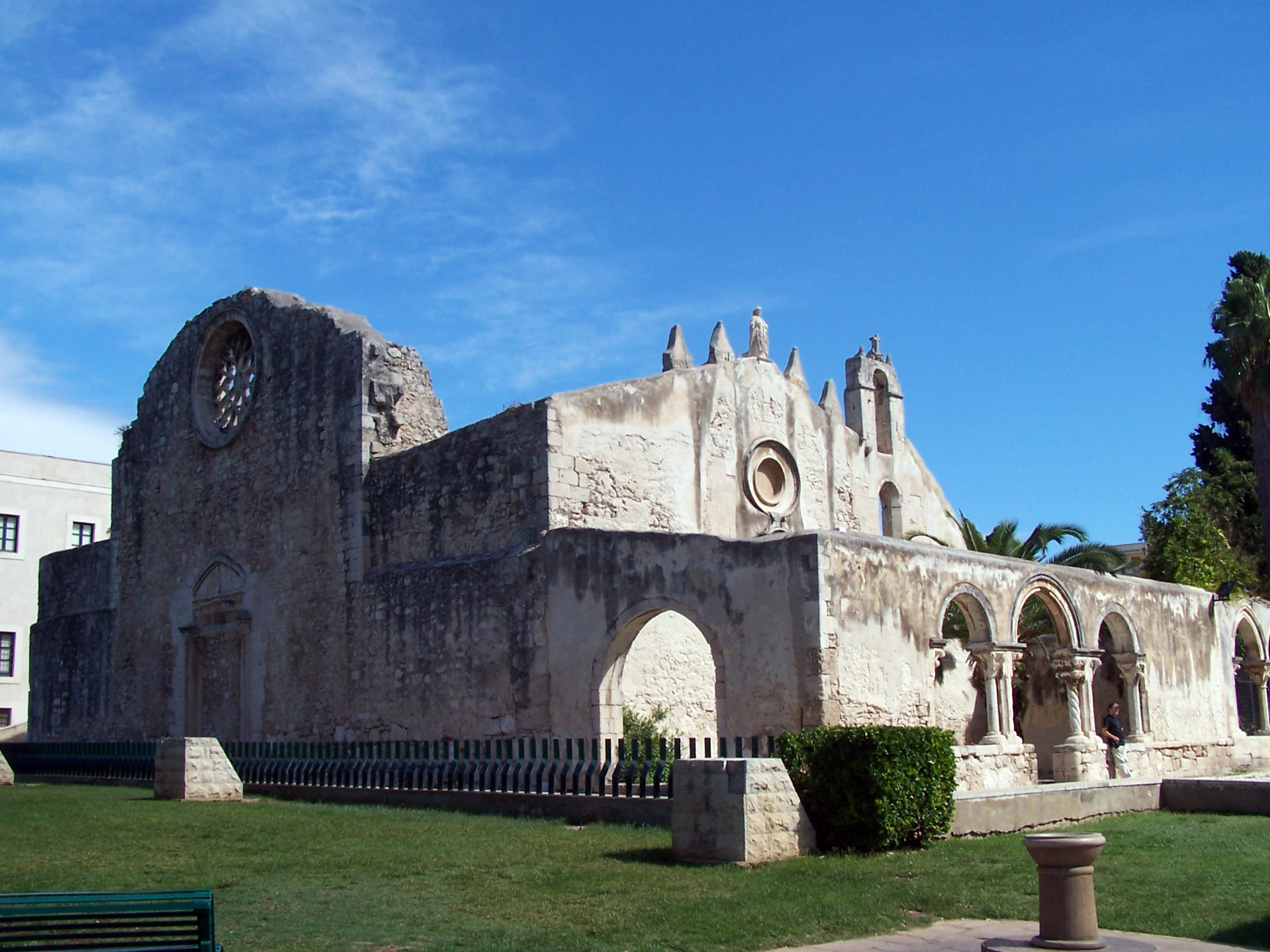
Chiesa di San Giovanni